# Vasija de barro
Vasija de barro es una composición musical con tono de danzante, conocida como "el himno no oficial de Ecuador". La letra hace referencia a los rituales mortuorios ancestrales del país como símbolo del deseo de volver a la Madre Tierra y fue escrita en 1950 por los poetas Jorge Carrera Andrade, Jorge Enrique Adoum, Hugo Alemán y el pintor Jaime Valencia. La melodía de la canción fue creada por Gonzalo Benítez.

## Historia
La canción fue compuesta la noche del 7 de noviembre de 1950, en casa del pintor Oswaldo Guayasamín. Durante la velada, el poeta Jorge Carrera Andrade quedó asombrado ante la recién terminada pintura El origen, de Guayasamín, quien le explicó que retrataba el ritual funerario de los incas en que enterraban a sus muertos en vasijas de barro. Carrera Andrade se dirigió entonces a la biblioteca de la casa y tomó un ejemplar de Por el camino de Swann, primera parte de la obra En busca del tiempo perdido de Marcel Proust. Luego empezó a escribir en la contratapa del libro lo que sería la primera estrofa de Vasija de barro.
Las demás personas presentes decidieron participar y escribir estrofas adicionales. El resto de la letra de la canción fue escrita por Hugo Alemán, Jaime Valencia y Jorge Enrique Adoum, quien escribió la estrofa que inicia con los versos: "De ti nací y a ti vuelvo / arcilla vaso de barro".
Luego de su fallecimiento en 2009, Adoum fue enterrado junto a Guayasamín en una vasija de barro, como había sido su voluntad.